# Navigateur aérien
Pour les articles homonymes, voir Navigateur.
 (mars 2014).
Le navigateur est le membre de l'équipage d'un aéronef chargé de la fonction navigation, c'est-à-dire la connaissance de la position de l'appareil et le calcul des éléments de la trajectoire à suivre pour atteindre une destination.
Le navigateur était indispensable sur les vols civils ou militaires à longue distance et, en particulier, sur les vols transocéaniques lorsque la mesure de la position ne pouvait être effectuée qu'avec un sextant. Le développement des instruments de localisation radio-électriques et, en parallèle, celui des moyens de communication, a permis la réduction de la charge de travail et la fusion des deux fonctions en radio-navigateur. L'apparition des centrales à inertie puis celle des systèmes de géo-positionnement par satellite a permis l'automatisation de la fonction et a entraîné la disparition du navigateur en tant que membre d'équipage.
Le navigateur aérien, au sens civil du terme, était embarqué à bord d’un aéronef (ballons dirigeables, avions) pour localiser l’aéronef par l'astronavigation avec un sextant dans l'astrodôme. Aujourd'hui appelé NOSA (Navigateur Officier Système d'Armes), le navigateur est toujours employé dans le domaine militaire. Même si son rôle n'est plus vraiment de naviguer, notamment depuis l'instauration des GPS embarqués, il tient aujourd'hui encore un rôle prépondérant dans la conduite des missions aériennes, qu'elles soient sur aéronef de transport (Transall, Hercules) ou sur avions de chasse (M2000D, M2000N, Rafale). Il est notamment responsable de la navigation tactique (celle permettant à un aéronef d'être le plus discret possible), des modes d'action tactiques (largages, bombardements), de la programmation des systèmes embarqués, de la gestion du carburant et enfin de la gestion des systèmes d'armes. Aujourd'hui encore, de nombreux navigateurs aériens sont commandants de bord sur les avions de transport militaires en étant responsables de la globalité de la mission aérienne car seules les manœuvres de pilotage à court terme restent de la responsabilité des pilotes lorsque le navigateur est commandant de bord.

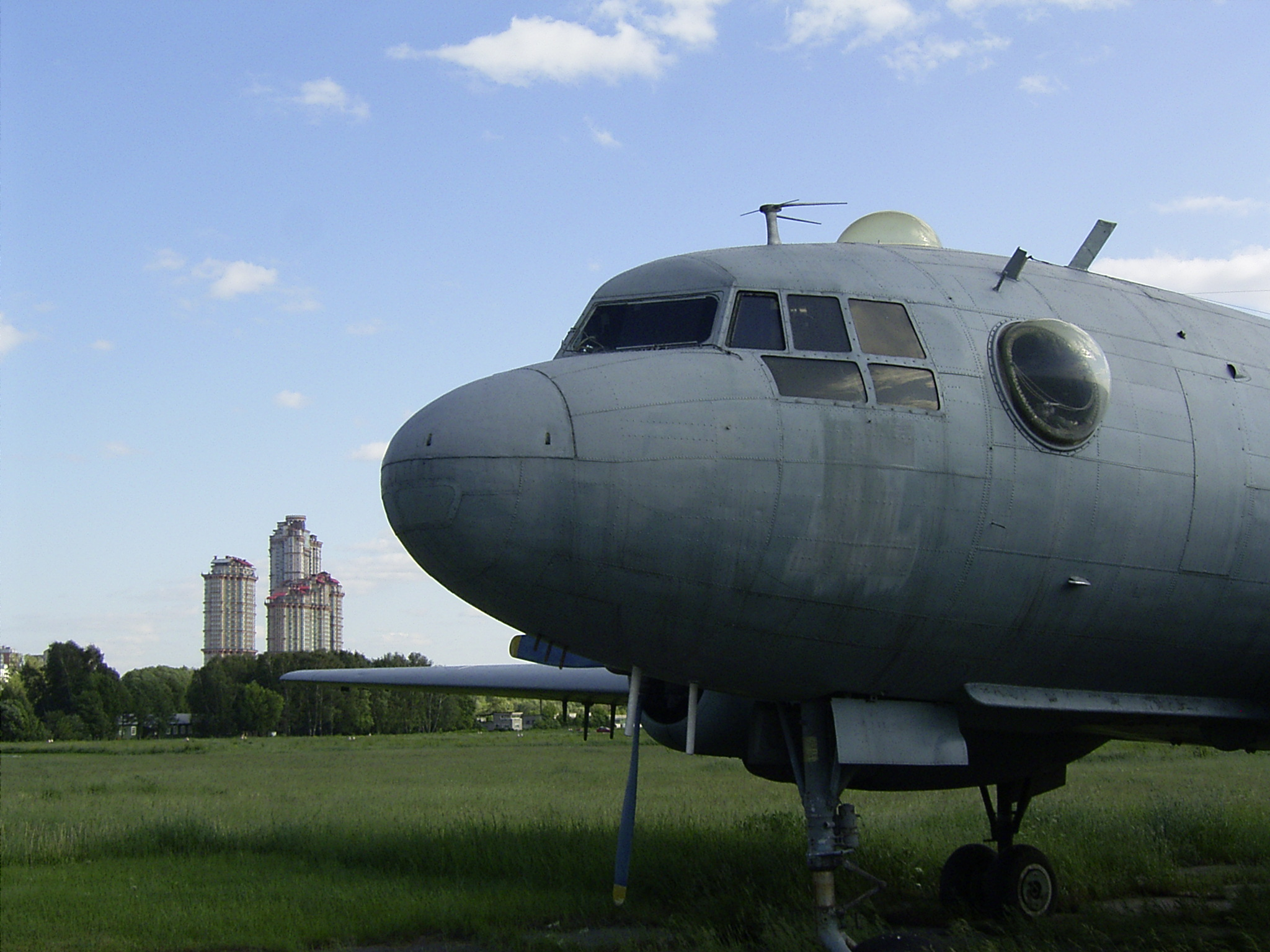
Astrodôme d'aéronef pour l'astronavigation

## Disparition
L'opérateur radio-navigant a cumulé la fonction de radiotélégraphiste et a duré jusqu’en 1970.
Ce métier a disparu avec la création de la table à inertie (par la NASA).
L'emploi du sextant comme instrument de navigation n'a disparu des forces aériennes françaises qu'en 2005, lorsque le contrat de maintien en condition opérationnelle de celui-ci n'a pas été renouvelé. Son emploi était cependant limité à une vérification du cap vrai lors des vols polaires. La navigation au sextant a, elle, été arrêtée en 1998 lorsque l'ensemble des C160 français ont été rénovés (FMS + HUD + GPS embarqués).